# Townsville Fire
Le Townsville Fire sono una società cestistica avente sede a Townsville, in Australia. Fondate nel 2001, giocano nella WNBL.
Disputano le partite interne al Sea FM Stadium.